# Nemzeti Bajnokság I 1954
L'edizione 1954 del Nemzeti Bajnokság I vide la vittoria finale del Bp. Honvéd, che conquistò il suo quarto titolo.
Capocannoniere del torneo fu Sándor Kocsis del Bp. Honvéd con 33 reti.

## Classifica finale
|    | Classifica            | G  | V  | N  | P  | GF  | GS | Dif | Pt |
| -- | --------------------- | -- | -- | -- | -- | --- | -- | --- | -- |
| 1  | Bp. Honvéd SE         | 26 | 19 | 2  | 5  | 100 | 43 | +57 | 40 |
| 2  | Bp. Vörös Lobogó (C)  | 26 | 16 | 3  | 7  | 82  | 34 | +48 | 35 |
| 3  | Bp. Kinizsi           | 26 | 16 | 1  | 9  | 54  | 31 | +23 | 33 |
| 4  | Vasas SC              | 26 | 11 | 7  | 8  | 49  | 51 | -2  | 29 |
| 5  | Bp. Dózsa             | 26 | 11 | 4  | 11 | 54  | 49 | +5  | 26 |
| 6  | Dorogi Bányász        | 26 | 7  | 11 | 8  | 39  | 42 | -3  | 25 |
| 7  | Győri Vasas           | 26 | 9  | 7  | 10 | 43  | 51 | -8  | 25 |
| 8  | ÚTE Izzó (N)          | 26 | 7  | 11 | 8  | 30  | 41 | -11 | 25 |
| 9  | Diósgyőri VTK (N)     | 26 | 10 | 3  | 13 | 49  | 61 | -12 | 23 |
| 10 | Szombathely Lokomotív | 26 | 8  | 7  | 11 | 32  | 49 | -17 | 23 |
| 11 | Salgótarjáni BTC      | 26 | 9  | 4  | 13 | 30  | 46 | -16 | 22 |
| 12 | Csepel SC             | 26 | 6  | 10 | 10 | 33  | 51 | -18 | 22 |
| 13 | Szegedi Haladás       | 26 | 7  | 6  | 13 | 37  | 63 | -26 | 20 |
| 14 | Sztálin Vasmű Építők  | 26 | 6  | 4  | 16 | 37  | 57 | -20 | 16 |

- (C) Campione nella stagione precedente
- (N) squadra neopromossa

### Verdetti
- Bp. Honvéd campione d'Ungheria 1954.
- Szegedi Haladás e Sztálin Vasmű Építők retrocesse in Nemzeti Bajnokság II.

### Inviti alle coppe europee
- Coppa dei Campioni 1955-1956: Bp. Vörös Lobogó invitato in sostituzione della rinunciataria Honved.